# Фенин, Степан Дмитриевич
Степан Дмитриевич Фе́нин (17 мая 1915, Ртищево, Керенский район — 29 августа 2002, Москва) — советский государственный и партийный деятель, участник Великой Отечественной войны. 

## Биография
Степан Фенин родился 17 мая 1915 года в селе Ртищево Вадинского уезда Пензенской губернии в крестьянской семье.
В 1930 году переехал в Москву, работал табельщиком на заводе, одновременно учился в экономическом техникуме на вечернем отделении. В 1933 году завершил учёбу в техникуме, затем поступил в  Московский институт народного хозяйства (МИНХ) имени Г. В. Плеханова (ныне Российский экономический университет имени Г. В. Плеханова), одновременно с учёбой в вузе работал плановиком-экономистом в тресте.
9 октября 1936 года был призван в Красную армию и продолжил учёбу в вузе только после воинской службы. С 1938 года работал экономистом-управленцем в одном из московских учреждений. С 1939 по 1941 года — заместитель начальника планового отдела треста столовых.
Участник Великой Отечественной войны. В 1941—1942 годах участвовал в обороне Москвы, откуда его подразделение перебралось в район Сталинградской битвы. В уличном бою получил тяжёлое ранение. После двух дней ожидания эвакуации на берегу Волги С. Д. Фенина из-за его критического состояния организма срочно прооперировали в ближайшем медсанбате, это спасло ему жизнь.
Последние годы войны провёл в наступающих частях 2-го и 3-го Белорусского фронтов. После демобилизации находился на ответственных участках в администрации ВАСХНИЛ. В 1946—1949 годах являлся начальником планового отдела Сельскохозяйственной академии имени Тимирязева (ныне Московская сельскохозяйственная академия имени К. А. Тимирязева). С 1949 по 1954 год — начальник сектора пропаганды и агитации политического отдела пароходства Москва-Волга канала. В 1952 году поступил в Высшую партийную школу при ЦК КПСС (ВПШ при ЦК КПСС).
В 1954—1959 годах — инструктор сектора печати отдела пропаганды и агитации МК КПСС. В 1956 году Степан Фенин окончил заочное отделение ВПШ при ЦК КПСС. С 1959 по 1961 год — заведующий сектором печати отдела пропаганды и агитации МК КПСС.
3 ноября 1961 года Степан Фенин был назначен начальником Управления по охране военных и государственных тайн в печати при исполкомах Московского городского и Московского областного Советов депутатов трудящихся (Мособлгорлит). 
15 ноября 1966 года назначен на должность начальника Управления по охране государственных тайн в печати при исполкомах Московского областного и Московского городского Советов депутатов трудящихся. Проработал на этой должности до июля 1987 года, его преемником стал Иван Васильевич Минушов.
С 31 июля 1987 года находился на пенсии.
Скончался в Москве 29 августа 2002 года. Похоронен на Перепечинском кладбище (участок 41).

## Награды
- Орден Отечественной войны II степени;
- Медаль «За отвагу»;
- Медаль «За оборону Москвы»;
- Медаль «За оборону Сталинграда»;
- Медаль «За взятие Кёнигсберга»;
- Медаль «За победу над Германией в Великой Отечественной войне 1941—1945 гг.»;
- Медаль «За трудовую доблесть» (1971);
- Орден Красной Звезды (1980);
- Орден «Знак Почёта» (1980);
- Орден Дружбы народов (1985)[2].